# HD 105776
HD 105776，又名CD-37 7714，SAO 203195、HR 4631，是一颗恒星，视星等为6.06，位于銀經294.09，銀緯24.3，其B1900.0坐标为赤經12h 5m 22.4s，赤緯-37° 24.3′ 46″。